# Paramediciner
 Denne artikel omhandler overvejende eller alene danske forhold. Hjælp gerne med at gøre artiklen mere almen.
Paramediciner (oprindeligt benævnt ambulancebehandler med særlig kompetence og tidl. Lægeautoriseret behandler) er overbygningen på ambulancebehandleruddannelsen. Uddannelsen startede Nordjyllands Amt i 2004 som en testordning, som senere skulle vise sig at være et tiltrængt løft i ambulancetjenesten i Danmark.
Det er regionsrådet, der fastsætter behovet for paramedicinere. De vil typisk findes i områder, der ikke dækkes af en lægeambulance. De sættes både til at køre ambulance på normal vis, samt alene i særlige akutenheder.

## Uddannelse
Man skal have fungeret som ambulancebehandler i mindst 36 måneder for at kunne starte uddannelsen der varer 5 uger fordelt på en 10 ugers periode. Den består af:
- 8 dages teori på University College Nordjylland i Ålborg. Med yderligere undervisning i anatomi og fysiologi, farmakologi, symptom- og sygdomslære især kardiologi, observationsteknik og patienthåndtering, medicin, EKG-overvågning og transmission til sygehus samt avanceret genoplivning.
- 10 dages hospitalspraktik på anæstesiologisk-, kardiologisk- og intensiv-afdeling.
- 6 dages ambulancepraktik på lægebil.

8 uger før kursusstart og indtil eksamen er der fjernundervisning og opgaveløsning på UCN internetplatform.
Uddannelsen afsluttes med mundtlig og skriftlig eksamen og vedligeholdes med en uges hospitalspraktik hvert år.

## Kompetencer
Paramedicineren skal ifølge bekendtgørelsen om det præhospitale beredskab, udover ambulancebehandlerens kompetencer, være i stand til:
Intravenøs (i.v.) indgivelse af forskellige mediciner:
- Smertestillende medicin (opioidet fentanyl).
- Modgift (naloxon og flumazenil) til afbødning af følger efter indtagelse af overdosis af hhv. morfinlignende stoffer eller benzodiazepiner.
- Vanddrivende medicin (furosemid) mod ophobning af væske i lungerne.
- Kvalmestillende medicin (metoclopramid eller ondansetron).
- Adrenalin og amiodaron i forbindelse med hjertestopbehandling, jf. retningslinjer fra Dansk Råd for Genoplivning
- Atropin og amiodaron til hjerterytmeforstyrrelser.
- Krampestillende medicin (diazepam).
- Glukose til sukkersygepatienter med for lavt blodsukker.
- Antihistamin mod allergiske reaktioner.

Inhalation af adrenalin ved forsnævrede luftveje.
Efter specifik aftale med læge:
- Blodfortyndende heparin (i.v.) og clopidogrel (tablet) til akut myokardieinfarkt.

## Ansvar og pligter
De ovennævnte behandlinger må kun gives på lægelig delegation/ordination. Dette hænger sammen med, at ambulancetjenester i Danmark skal have en ansvarlig læge (korpslæge) tilknyttet, da det kun er læger, der må ordinere medicin i Danmark. Korpslægen udstikker retningslinjer, indikationer og kontraindikationer for, hvordan og hvornår der må behandles på ambulancen.
Som andet behandlingsgivende personale i sundhedssektoren er paramedicineren underlagt Patientklagenævnet.